# Klaus Lanzarini
Klaus Lanzarini (Latina, 18 de enero de 1977) es un deportista italiano que compitió en natación, especialista en el estilo libre.
Ganó una medalla de oro en el Campeonato Mundial de Natación en Piscina Corta de 2006, en la prueba de 4 × 100 m libre. Participó en los Juegos Olímpicos de Sídney 2000, ocupando el cuarto lugar en 4 × 200 m libre y el quinto en 4 × 100 m libre.

## Palmarés internacional
| Campeonato Mundial en Piscina Corta | Campeonato Mundial en Piscina Corta | Campeonato Mundial en Piscina Corta | Campeonato Mundial en Piscina Corta |
| Año                                 | Lugar                               | Medalla                             | Prueba                              |
| ----------------------------------- | ----------------------------------- | ----------------------------------- | ----------------------------------- |
| 2006                                | Shanghái (China)                    | Medalla de oro                      | 4 × 100 m libre                     |